# Silberperchlorat
Silberperchlorat ist ein weißes einwertiges Silbersalz der Perchlorsäure mit der Summenformel AgClO4. Im Handel erhält man die Verbindung als Monohydrat mit der Summenformel AgClO4·H2O.

## Gewinnung und Darstellung
Silberperchlorat kann durch Reaktion von Silber(I)-oxid und Perchlorsäure gewonnen werden.
{\displaystyle \mathrm {Ag_{2}O+2\ HClO_{4}\longrightarrow 2\ AgClO_{4}+H_{2}O} }

## Eigenschaften
Silberperchlorat ist ein sehr hygroskopischer, farbloser, wenig lichtempfindlicher Feststoff. Silberperchlorat ist brandfördernd und bildet mit Reduktionsmitteln, wie Metallen, Schwefel, Zucker und Hydrazinen brisante und hochexplosive Gemische.
Es ist in Wasser und organischen Lösungsmitteln wie Benzol, Toluol und Nitromethan gut löslich.
| Modifikationen |             |             |
| Hydrat         | wasserfrei  | Monohydrat  |
| Formel         | AgClO4      | AgClO4·H2O  |
| CAS-Nummer     | 7783-93-9   | 14242-05-8  |
| EG-Nummer      | 232-035-4   | 677-705-0   |
| ECHA-Infocard  | 100.029.123 | 100.202.824 |
| PubChem        | 24562       | 15959344    |
| Wikidata       | Q211207     | Q54197420   |

## Verwendung
Silberperchlorat wird unter anderem als Coinitiator bei der kationischen Pfropfcopolymerisation eingesetzt.